# Галатама
Галатама (індонез. Galatama) — колишня найвища футбольна ліга в Індонезії, створена в 1979 році Індонезійською футбольною асоціацією (PSSI). Ще до її створення з 1931 року існувала аматорська футбольна ліга Персерікатан. І аматорський Персерікатан, і напівпрофесійна Галатама існували і проходили паралельно до 1994 року, коли вони були об'єднані, щоб створити нову уніфіковану лігу під назвою Ліга Індонезія.

## Історія
До 1979 року Персерікатан був єдиним національним футбольним чемпіонатом Індонезії, який був цілком аматорським. Починаючи з 1979 року, Асоціація футболу Індонезії створила напівпрофесійну лігу під назвою Liga Sepak Bola Utama, скорочено — Galatama. Галатама стала одним із піонерів професійної та напівпрофесійної футбольної ліги в Азії разом з Лігою Гонконгу.
Протягом всієї своєї історії Галатама завжди працювала у форматі одного дивізіону, за винятком сезонів 1983 та 1990 років, коли вона була розділена на два рівні.
До сезону 1982 року Галатама дозволяла заявляти іноземних гравців. Одним з найвідоміших іноземних гравців у змаганні став сінгапурець Фанді Ахмад, який грав за клуб «Мітра Кукар», якому того ж сезону допоміг виграти турнір. Тим не менш незабаром Фанді Ахмад та інші іноземні гравці були змушені покинути Індонезію через заборону на участь іноземних гравців, введену в Галатамі у наступному сезоні.
Через кілька сезонів популярність Галатами почала знижуватися. Причинами занепаду стала заборона участі іноземних гравців, твердженнях щодо договірних матчів, а також суддівські хабарні скандали. У 1994 році компанія Галатама та Персерікатан були об'єднані в повноцінну професійну лігу Індонезії Прем'єр-Дивізіон.

## Чемпіони
Для перегляду списку усіх чемпіонів Індонезії див. статтю Список чемпіонів Індонезії з футболу.
| Сезон     | Переможець              | Рахунок        | Фіналіст                |
| --------- | ----------------------- | -------------- | ----------------------- |
| 1979/1980 | Варна Агунг             |                | Джаярта                 |
| 1980/1982 | Ніак Мітра              |                | Джаярта                 |
| 1982/1983 | Ніак Мітра              | 3-2            | UMS 80                  |
| 1983/1984 | Яніта Утама             | 1-0            | Мерку Буана             |
| 1984      | Яніта Утама             | 2-0            | UMS 80                  |
| 1985      | Крама Юдха Тіга Берліан | 1-0            | Арсето                  |
| 1986/1987 | Крама Юдха Тіга Берліан | 4-2            | Пеліта Джая             |
| 1987/1988 | Ніак Мітра              | 3-1            | Пеліта Джая             |
| 1988/1989 | Пеліта Джая             | 2-1            | Ніак Мітра              |
| 1990      | Пеліта Джая             | 1-1 (пен. 4-2) | Крама Юдха Тіга Берліан |
| 1991/1992 | Арсето                  |                | Папук Калтім            |
| 1992/1993 | Арема                   |                | Папук Калтім            |
| 1993/1994 | Пеліта Джая             | 1-0            | Гелора Девата           |